# 小王庄镇 (天津市)
小王庄镇，是中华人民共和国天津市滨海新区下辖的一个乡镇级行政单位。
2020年7月，全国爱卫会命名小王庄镇为2017-2019周期国家卫生乡镇。

## 行政区划
小王庄镇下辖以下地区：
渡口村、小王庄村、东湾河村、西树深村、东树深村、沈清庄村、钱圈村、王房子村、刘岗庄村、小辛庄村、小苏庄村、徐庄子村、李官庄村、北抛村、东抛村、南抛村、北和顺村、南和顺村、张庄子村、陈寨庄村、瑞景园社区、圣美园社区和北大港农场生活区。